# Oscar Chelimo
Pour les articles homonymes, voir Chelimo.
Oscar Chelimo (né le 12 décembre 2001) est un athlète ougandais, spécialiste des courses de fond. Il est le frère de l'athlète Jacob Kiplimo.

## Biographie
Oscar Chelimo est champion du monde junior de course en montagne 2017 à Premana. Il est médaillé de bronze du 3 000 mètres aux Jeux olympiques de la jeunesse de 2018 à Buenos Aires. En 2019, lors des championnats du monde de cross-country, il termine troisième en individuel et deuxième par équipes des épreuves juniors. Il dispute les Jeux africains à Rabat, et se classe cinquième de l'épreuve du 5 000 m. Cette même année, âgé de 17 ans seulement, il participe aux championnats du monde de Doha mais s'incline dès les séries du 5 000 m.
En 2021, il atteint la finale du 5 000 mètres aux Jeux olympiques de 2020 à Tokyo.
Il remporte la médaille de bronze du 5 000 m des championnats du monde 2022, devancé par le Norvégien Jakob Ingebrigtsen et le Kényan Jacob Krop.

## Palmarès
| Date | Compétition                    | Lieu         | Épreuve | Résultat | Temps          |
| ---- | ------------------------------ | ------------ | ------- | -------- | -------------- |
| 2018 | Jeux africains de la jeunesse  | Alger        | 3 000 m | 2e       | 8 min 00 s 72  |
| 2018 | Jeux olympiques de la jeunesse | Buenos Aires | 3 000 m | 3e       | 4 pts          |
| 2019 | Jeux africains                 | Rabat        | 5 000 m | 5e       | 13 min 32 s 96 |
| 2021 | Jeux olympiques                | Tokyo        | 5 000 m | 16e      | 13 min 44 s 45 |
| 2022 | Championnats du monde          | Eugene       | 5 000 m | 3e       | 13 min 10 s 20 |
| 2024 | Jeux olympiques                | Paris        | 5 000 m | 20e      | 13 min 31 s 56 |

## Records
| Épreuve | Temps          | Lieu    | Date        |
| ------- | -------------- | ------- | ----------- |
| 3 000 m | 7 min 43 s 00  | Ostrava | 19 mai 2021 |
| 5 000 m | 12 min 54 s 59 | Oslo    | 30 mai 2024 |